# Tsuen Wan (stacja MTR)
Tsuen Wan (chiński: 荃灣) – jedna ze stacji MTR, systemu szybkiej kolei w Hongkongu, na Tsuen Wan Line i Tung Chung Line. Została otwarta 10 maja 1982. 
Obsługuje obszar Tsuen Wan New Town, w dzielnicy Tsuen Wan.